# Stirlingia latifolia
Stirlingia latifolia är en tvåhjärtbladig växtart som först beskrevs av Robert Brown, och fick sitt nu gällande namn av Steudel. Stirlingia latifolia ingår i släktet Stirlingia och familjen Proteaceae. Inga underarter finns listade i Catalogue of Life.